# Андорра (Теруель)
Андорра (ісп. Andorra) — муніципалітет в Іспанії, у складі автономної спільноти Арагон, у провінції Теруель. Населення — 8367 осіб (2010).
Муніципалітет розташований на відстані близько 280 км на схід від Мадрида, 90 км на північний схід від міста Теруель.

## Демографія
Динаміка населення (INE ):

## Галерея зображень

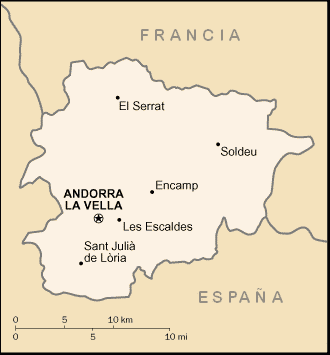
Розташування муніципалітету
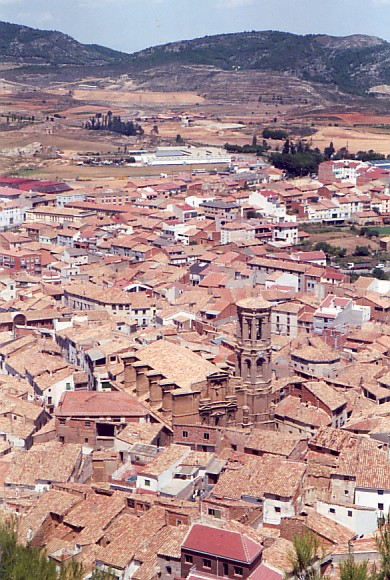
Панорама, 1992 рік